# Dania na Letnich Igrzyskach Olimpijskich 2012
Danię na Letnich Igrzyskach Olimpijskich 2012 reprezentowało 114 zawodników: 66 mężczyzn i 48 kobiet. Był to 26 start reprezentacji Danii na letnich igrzyskach olimpijskich.

## Zdobyte medale
| Medal  | Zawodnik                                                       | Dyscyplina       | Konkurencja                             | Rezultat                                                                                           |
| ------ | -------------------------------------------------------------- | ---------------- | --------------------------------------- | -------------------------------------------------------------------------------------------------- |
| Złoto  | Lasse Norman Hansen                                            | Kolarstwo torowe | omnium mężczyzn                         | 27 pkt                                                                                             |
| Złoto  | Mads Rasmussen, Rasmus Hansen                                  | Wioślarstwo      | męska dwójka podwójna wagi lekkiej      | 6:37,17 min                                                                                        |
| Srebro | Mathias Boe, Carsten Mogensen                                  | Badminton        | gra podwójna mężczyzn                   | w finale ulegli Chińczykom Cai Yun, Fu Haifeng 0:2 (16:21, 15:21)                                  |
| Srebro | Fie Udby Erichsen                                              | Wioślarstwo      | jedynki kobiet                          | 7:57,72 min                                                                                        |
| Srebro | Anders Golding                                                 | Strzelectwo      | skeet mężczyzn                          | 146 pkt                                                                                            |
| Srebro | Jonas Høgh-Christensen                                         | Żeglarstwo       | klasa Finn                              | 46 pkt                                                                                             |
| Brąz   | Joachim Fischer, Christinna Pedersen                           | Badminton        | gra mieszana                            | w meczu o brązowy medal pokonali Indonezyjczyków Ahmad Tontowi, Liliyana Natsir 2:0 (21:12, 21:12) |
| Brąz   | Kasper Winther, Morten Jørgensen, Jacob Barsøe, Eskild Ebbesen | Wioślarstwo      | męska czwórka bez sternika wagi lekkiej | 6:03,16 min                                                                                        |
| Brąz   | Allan Norregaard, Peter Lang                                   | Żeglarstwo       | klasa 49er                              | 114 pkt                                                                                            |

## Skład kadry

### Badminton
Mężczyźni
| Zawodnik                     | Konkurencja    | Faza grupowa                          | Faza grupowa               | Faza grupowa                     | Faza grupowa | Eliminacje        | Ćwierćfinał                     | Półfinał                       | Finał                  | Finał   |
| Zawodnik                     | Konkurencja    | Przeciwnik Punkty                     | Przeciwnik Punkty          | Przeciwnik Punkty                | Miejsce      | Przeciwnik Punkty | Przeciwnik Punkty               | Przeciwnik Punkty              | Przeciwnik Punkty      | Miejsce |
| ---------------------------- | -------------- | ------------------------------------- | -------------------------- | -------------------------------- | ------------ | ----------------- | ------------------------------- | ------------------------------ | ---------------------- | ------- |
| Peter Gade                   | gra pojedyncza | Pedro Martins 2-0                     |                            |                                  | 1.           | Shon Wan-ho 2-0   | Chen Long 0-2                   | → Nie awansował                | → Nie awansował        | 5.      |
| Jan Ø. Jørgensen             | gra pojedyncza | Misha Zilberman 2-0                   | Derek Wong 2-0             |                                  | 1.           | Lee Hyun-il 0-2   | → Nie awansował                 | → Nie awansował                | → Nie awansował        | 9.      |
| Mathias Boe Carsten Mogensen | gra podwójna   | Dorian Lance James Willem Viljoen 2-0 | Chai Biao Guo Zhendong 2-0 | Władimir Iwanow Iwan Sozonow 2-1 | 1.           |                   | Fang Chieh-min Lee Sheng-mu 2-0 | Jung Jae-sung Lee Yong-dae 2-1 | Cai Yun Fu Haifeng 0-2 | srebro  |

Kobiety
| Zawodniczka                             | Konkurencja    | Faza grupowa                   | Faza grupowa                     | Faza grupowa              | Faza grupowa | Eliminacje                | Ćwierćfinał                    | Półfinał             | Finał                | Finał   |
| Zawodniczka                             | Konkurencja    | Przeciwniczka Punkty           | Przeciwniczka Punkty             | Przeciwniczka Punkty      | Miejsce      | Przeciwniczka Punkty      | Przeciwniczka Punkty           | Przeciwniczka Punkty | Przeciwniczka Punkty | Miejsce |
| --------------------------------------- | -------------- | ------------------------------ | -------------------------------- | ------------------------- | ------------ | ------------------------- | ------------------------------ | -------------------- | -------------------- | ------- |
| Tine Baun                               | gra pojedyncza | Anastasija Prokopienko 2-1     | Kamila Augustyn 2-0              |                           | 1.           | Sayaka Satō krecz Japonki | Saina Nehwal 0-2               | → Nie awansowała     | → Nie awansowała     | 5.      |
| Christinna Pedersen Kamilla Rytter Juhl | gra podwójna   | Poon Lok Yan Tse Ying Suet 2-1 | Miyuki Maeda Satoko Suetsuna 1-2 | Tian Qing Zhao Yunlei 2-0 | 1.           |                           | Mizuki Fujii Reika Kakiiwa 0-2 | → Nie awansowały     | → Nie awansowały     | 5.      |

| Zawodnicy                           | Konkurencja  | Faza grupowa                      | Faza grupowa                        | Faza grupowa                      | Faza grupowa | Ćwierćfinał                                  | Półfinał                  | Finał                             | Finał   |
| Zawodnicy                           | Konkurencja  | Przeciwnicy Punkty                | Przeciwnicy Punkty                  | Przeciwnicy Punkty                | Miejsce      | Przeciwnicy Punkty                           | Przeciwnicy Punkty        | Przeciwnicy Punkty                | Miejsce |
| ----------------------------------- | ------------ | --------------------------------- | ----------------------------------- | --------------------------------- | ------------ | -------------------------------------------- | ------------------------- | --------------------------------- | ------- |
| Thomas Laybourn Kamilla Rytter Juhl | gra mieszana | Valiyaveetil Diju Jwala Gutta 2-0 | Lee Yong-dae Ha Jung-eun 2-0        | Ahmad Tontowi Liliyana Natsir 0-2 | 2.           | Zhang Nan Zhao Yunlei 0-2                    | → Nie awansowali          | → Nie awansowali                  | 5.      |
| Joachim Fischer Christinna Pedersen | gra mieszana | Tobby Ng Grace Guo 2-0            | Robert Mateusiak Nadieżda Zięba 2-1 | Shintarō Ikeda Reiko Shiota 2-0   | 1.           | Sudket Prapakamol Saralee Thoungthongkam 2-0 | Zhang Nan Zhao Yunlei 2-1 | Ahmad Tontowi Liliyana Natsir 2-0 | brąz    |

### Boks
Mężczyźni
| Zawodnik      | Konkurencja | 1/16                | 1/8              | Ćwierćfinał      | Półfinał         | Finał            | Finał   |
| Zawodnik      | Konkurencja | Przeciwnik Wynik    | Przeciwnik Wynik | Przeciwnik Wynik | Przeciwnik Wynik | Przeciwnik Wynik | Miejsce |
| ------------- | ----------- | ------------------- | ---------------- | ---------------- | ---------------- | ---------------- | ------- |
| Dennis Ceylan | 56 kg       | John Joe Nevin 6-21 | → Nie awansował  | → Nie awansował  | → Nie awansował  | → Nie awansował  | 17.     |

### Gimnastyka

#### Skoki na trampolinie
| Zawodnik     | Konkurencja | Eliminacje                     | Eliminacje                 | Eliminacje        | Eliminacje         | Eliminacje | Finał            | Finał             | Finał           | Finał           | Finał           | Finał           |                 |
| Zawodnik     | Konkurencja | Eliminacje – Układ obowiązkowy | Eliminacje – Układ dowolny | Eliminacje – Kara | Eliminacje – Razem | Pozycja    | Finał – Trudność | Finał – Wykonanie | Finał – Lot     | Finał – Kara    | Finał – Łącznie | Pozycja         |                 |
| Zawodnik     | Konkurencja | Punkty                         | Punkty                     | Punkty            | Punkty             | Pozycja    | Punkty           | Punkty            | Punkty          | Punkty          | Punkty          | Pozycja         |                 |
| ------------ | ----------- | ------------------------------ | -------------------------- | ----------------- | ------------------ | ---------- | ---------------- | ----------------- | --------------- | --------------- | --------------- | --------------- | --------------- |
| Peter Jensen | mężczyźni   | 48,915                         | 55,780                     |                   | 104,695            | 10.        | → Nie awansował  | → Nie awansował   | → Nie awansował | → Nie awansował | → Nie awansował | → Nie awansował | → Nie awansował |

### Jeździectwo
| Zawodnik                                                         | Konkurencja              | Grand Prix | Grand Prix | Grand Prix Special | Grand Prix Special | Finał            | Finał            |
| Zawodnik                                                         | Konkurencja              | Wynik      | Poz.       | Wynik              | Poz.               | Wynik            | Poz.             |
| ---------------------------------------------------------------- | ------------------------ | ---------- | ---------- | ------------------ | ------------------ | ---------------- | ---------------- |
| Nathalie zu Sayn-Wittgenstein                                    | Ujeżdżenie indywidualnie | 74,924     | 13.        | 75,730             | 9.                 | 79,089           | 12.              |
| Anna Kasprzak                                                    | Ujeżdżenie indywidualnie | 75,289     | 12.        | 73,794             | 16.                | 76,446           | 18.              |
| Anne Jensen-van Olst                                             | Ujeżdżenie indywidualnie | 71,322     | 23.        | 72,016             | 21.                | → Nie awansowała | → Nie awansowała |
| Lisbeth Seierskilde                                              | Ujeżdżenie indywidualnie | 69,863     | 34.        | → Nie awansowała   | → Nie awansowała   | → Nie awansowała | → Nie awansowała |
| Anna Kasprzak Anne Jensen-van Olst Nathalie zu Sayn-Wittgenstein | Ujeżdżenie drużynowo     | 73,845     | 4.         |                    |                    | 73,846           | 4.               |

### Kajakarstwo
Mężczyźni
| Zawodnik                                                        | Konkurencja | Eliminacje | Eliminacje | Półfinały | Półfinały | Finał A/B | Finał A/B | Pozycja |
| Zawodnik                                                        | Konkurencja | Czas       | Pozycja    | Czas      | Pozycja   | Czas      | Pozycja   | Pozycja |
| --------------------------------------------------------------- | ----------- | ---------- | ---------- | --------- | --------- | --------- | --------- | ------- |
| Kasper Bleibach                                                 | K-1 200m    | 36,610     | 3.         | 36,667    | 5.        | 37,802    | 1. (B)    | 9.      |
| René Holten Poulsen                                             | K-1 1000m   | 3:30,284   | 1.         | 3:30,247  | 3.        | 3:29,483  | 4. (A)    | 4.      |
| Kim Wraae Knudsen Emil Staer                                    | K-2 1000m   | 3:17,020   | 5.         | 3:15,580  | 4.        | 3:12,820  | 1. (B)    | 9.      |
| Kim Wraae Knudsen René Holten Poulsen Emil Stær Kasper Bleibach | K-4 1000m   | 3:05,134   | 3.         | 2:56,003  | 6.        | 2:56,542  | 5. (A)    | 5.      |

Kobiety
| Zawodniczka      | Konkurencja | Eliminacje | Eliminacje | Półfinały | Półfinały | Finał            | Finał            | Pozycja |
| Zawodniczka      | Konkurencja | Czas       | Pozycja    | Czas      | Pozycja   | Czas             | Pozycja          | Pozycja |
| ---------------- | ----------- | ---------- | ---------- | --------- | --------- | ---------------- | ---------------- | ------- |
| Henriette Hansen | K-1 200m    | 42,866     | 4.         | 42,821    | 7.        | → Nie awansowała | → Nie awansowała | 20.     |
| Henriette Hansen | K-1 500m    | 1:52,650   | 2.         | 1:51,929  | 2.        | 1:54,110         | 7. (A)           | 7.      |

### Kolarstwo

#### Kolarstwo szosowe
| Zawodnik       | Konkurencja                    | Czas     | Pozycja |
| -------------- | ------------------------------ | -------- | ------- |
| Jakob Fuglsang | wyścig ze startu wspólnego (m) | 5:46:05  | 12.     |
| Jakob Fuglsang | jazda indywidualna na czas (m) | 54:34,49 | 15.     |
| Lars Bak       | jazda indywidualna na czas (m) | 54:33,21 | 14.     |
| Lars Bak       | wyścig ze startu wspólnego (m) | 5:46:37  | 71.     |
| Matti Breschel | wyścig ze startu wspólnego (m) | 5:46:37  | 42.     |
| Nicki Sørensen | wyścig ze startu wspólnego (m) | 5:46:37  | 57.     |

#### Kolarstwo torowe
Omnium
| Zawodnik            | Konkurencja | Okrążenie start lotny | Okrążenie start lotny | Wyścig punktowy | Wyścig punktowy | Wyścig eliminacyjny | Wyścig na dochodzenie | Wyścig na dochodzenie | Scratch | Wyścig na 500 m | Wyścig na 500 m | Suma punktów | Pozycja |
| Zawodnik            | Konkurencja | Czas                  | M.                    | Punkty          | M.              | Miejsce             | Przeciwnik Wynik      | M.                    | M.      | Czas            | M.              | Suma punktów | Pozycja |
| ------------------- | ----------- | --------------------- | --------------------- | --------------- | --------------- | ------------------- | --------------------- | --------------------- | ------- | --------------- | --------------- | ------------ | ------- |
| Lasse Norman Hansen | mężczyźni   | 13,236                | 4.                    | 59              | 2.              | 12.                 | 4:20,674              | 2.                    | 6.      | 1:02,314        | 2.              | 27           | złoto   |

Wyścig na dochodzenie drużynowy
| Zawodnik                                                                                             | Konkurencja | Kwalifikacje | Kwalifikacje | Pierwsza runda             | Pierwsza runda | Runda kwalifikacyjna | Runda kwalifikacyjna | Runda medalowa   | Runda medalowa   |
| Zawodnik                                                                                             | Konkurencja | Czas         | M.           | Przeciwnik Wynik           | M.             | Przeciwnik Wynik     | M.                   | Przeciwnik Wynik | M.               |
| --- | ----------- | ------------ | ------------ | -------------------------- | -------------- | -------------------- | -------------------- | ---------------- | ---------------- |
| Michael Mørkøv Mathias Møller Nielsen Rasmus Christian Quaade Casper von Folsach Lasse Norman Hansen | mężczyźni   | 3:58,298     | 4.           | Wielka Brytania · 3:57,396 | 5.             | Hiszpania · 4:02,671 | 5.                   | → Nie awansowali | → Nie awansowali |

#### Kolarstwo BMX
| Zawodnik           | Konkurencja | Eliminacje | Eliminacje | Ćwierćfinał | Ćwierćfinał | Półfinał        | Półfinał        | Finał           | Finał           |
| Zawodnik           | Konkurencja | Wynik      | Miejsce    | Wynik       | Miejsce     | Wynik           | Miejsce         | Wynik           | Miejsce         |
| ------------------ | ----------- | ---------- | ---------- | ----------- | ----------- | --------------- | --------------- | --------------- | --------------- |
| Morten Therkildsen | mężczyźni   | 39,738     | 25.        | 20          | 19.         | → Nie awansował | → Nie awansował | → Nie awansował | → Nie awansował |

### Lekkoatletyka
Mężczyźni
Konkurencje biegowe
| Zawodnik         | Konkurencja | Eliminacje | Eliminacje | Ćwierćfinał     | Ćwierćfinał     | Półfinał        | Półfinał        | Finał           | Finał           |
| Zawodnik         | Konkurencja | Wynik      | Miejsce    | Wynik           | Miejsce         | Wynik           | Miejsce         | Wynik           | Miejsce         |
| ---------------- | ----------- | ---------- | ---------- | --------------- | --------------- | --------------- | --------------- | --------------- | --------------- |
| Jesper Faurschou | maraton     |            |            |                 |                 |                 |                 | 2:18:44         | 41.             |
| Andreas Bube     | 800 m       | 1:46,40    | 6.         | → Nie awansował | → Nie awansował | → Nie awansował | → Nie awansował | → Nie awansował | → Nie awansował |

Konkurencje techniczne
| Zawodnik        | Konkurencja    | Kwalifikacje | Kwalifikacje | Finał           | Finał           |
| Zawodnik        | Konkurencja    | Wynik        | Miejsce      | Wynik           | Miejsce         |
| --------------- | -------------- | ------------ | ------------ | --------------- | --------------- |
| Kim Christensen | pchnięcie kulą | 19,13        | 28.          | → Nie awansował | → Nie awansował |

Kobiety
Konkurencje biegowe
| Zawodnik                  | Konkurencja        | Eliminacje | Eliminacje | Ćwierćfinał | Ćwierćfinał | Półfinał | Półfinał | Finał            | Finał            |
| Zawodnik                  | Konkurencja        | Wynik      | Miejsce    | Wynik       | Miejsce     | Wynik    | Miejsce  | Wynik            | Miejsce          |
| ------------------------- | ------------------ | ---------- | ---------- | ----------- | ----------- | -------- | -------- | ---------------- | ---------------- |
| Jessica Draskau-Petersson | maraton            |            |            |             |             |          |          | 2:31:43          | 40.              |
| Sara Slott Petersen       | 400 m przez płotki | 56,01      | 21.        |             |             | 56,21    | 19.      | → Nie awansowała | → Nie awansowała |

Konkurencje techniczne
| Zawodniczka         | Konkurencja     | Kwalifikacje                     | Kwalifikacje                     | Finał                            | Finał                            |
| Zawodniczka         | Konkurencja     | Wynik                            | Miejsce                          | Wynik                            | Miejsce                          |
| ------------------- | --------------- | -------------------------------- | -------------------------------- | -------------------------------- | -------------------------------- |
| Caroline Bonde Holm | skok o tyczceNM | → Nie zaliczyła żadnej wysokości | → Nie zaliczyła żadnej wysokości | → Nie zaliczyła żadnej wysokości | → Nie zaliczyła żadnej wysokości |

### Łucznictwo
| Zawodnik                                      | Konkurencja       | Runda rankingowa | Runda rankingowa | 1/32                   | 1/16              | 1/8                         | Ćwierćfinały                | Półfinały        | Finał            | Finał   |
| Zawodnik                                      | Konkurencja       | Wynik            | Seed             | Przeciwnik Wynik       | Przeciwnik Wynik  | Przeciwnik Wynik            | Przeciwnik Wynik            | Przeciwnik Wynik | Przeciwnik Wynik | Pozycja |
| --------------------------------------------- | ----------------- | ---------------- | ---------------- | ---------------------- | ----------------- | --------------------------- | --------------------------- | ---------------- | ---------------- | ------- |
| Carina Christiansen                           | indywidualnie (k) | 663              | 7.               | Elisa Barnard 7-3      | Le Chien-ying 6-4 | Mariana Avitia Martínez 2-6 | → Nie awansowała            | → Nie awansowała | → Nie awansowała | 9.      |
| Maja Jager                                    | indywidualnie (k) | 642              | 35.              | Elena Richter 5-6      | → Nie awansowała  | → Nie awansowała            | → Nie awansowała            | → Nie awansowała | → Nie awansowała | 33.     |
| Louise Laursen                                | indywidualnie (k) | 641              | 36.              | Marie-Pier Beaudet 6-2 | Chatuna Lorig 4-6 | → Nie awansowała            | → Nie awansowała            | → Nie awansowała | → Nie awansowała | 17.     |
| Louise Laursen Maja Jager Carina Christiansen | drużynowo (k)     | 1946             | 8.               |                        |                   | Indie · 211 -210            | Korea Południowa · 195- 206 | → Nie awansowały | → Nie awansowały | 8.      |

### Piłka ręczna

#### Turniej kobiet
- Reprezentacja kobiet

| - Karin Mortensen - Christina Pedersen - Mette Melgaard Sall - Susan Thorsgaard - Camilla Dalby - Christina Krogshede - Marianne Bonde Pedersen |  | - Pernille Holst Larsen - Line Jørgensen - Trine Troelsen - Ann Grete Nørgaard - Berit Kristensen - Rikke Skov - Louise Burgaard |

Grupa B
| Drużyna          | M | W | R | P | G+  | G-  | G=  | Pkt |
| ---------------- | - | - | - | - | --- | --- | --- | --- |
| Francja          | 5 | 4 | 1 | 0 | 125 | 103 | 22  | 9   |
| Korea Południowa | 5 | 3 | 1 | 1 | 136 | 130 | 6   | 7   |
| Hiszpania        | 5 | 3 | 1 | 1 | 119 | 114 | 5   | 7   |
| Norwegia         | 5 | 2 | 1 | 2 | 118 | 120 | -2  | 5   |
| Dania            | 5 | 1 | 0 | 4 | 113 | 121 | -8  | 2   |
| Szwecja          | 5 | 0 | 0 | 5 | 108 | 131 | -23 | 0   |

#### Wyniki
| 28 lipca 201217:15 | Dania        | 21:18(8:10) | Szwecja            | Copper Box, Londyn |
| 28 lipca 201217:15 | Rikke Skov 6 | 21:18(8:10) | Isabelle Gulldén 5 | Copper Box, Londyn |
| 28 lipca 201217:15 | 4× · 3×      | 21:18(8:10) | 3× · 4×            | Copper Box, Londyn |

| 30 lipca 201212:15 | Korea Południowa | 25:24(11:10) | Dania                   | Copper Box, Londyn |
| 30 lipca 201212:15 | Jo Hyo-bi 5      | 25:24(11:10) | Pernille Holst Larsen 7 | Copper Box, Londyn |
| 30 lipca 201212:15 | 1× · 3×          | 25:24(11:10) | 2× · 3×                 | Copper Box, Londyn |

| 1 sierpnia 201220:30 | Hiszpania      | 24:21(14:9) | Dania                           | Copper Box, Londyn |
| 1 sierpnia 201220:30 | Marta Mangué 7 | 24:21(14:9) | Ann Grete Osterballe-Nørgaard 7 | Copper Box, Londyn |
| 1 sierpnia 201220:30 | 3× · 3×        | 24:21(14:9) | 1× · 3× · 1×                    | Copper Box, Londyn |

| 3 sierpnia 201222:15 | Dania                           | 23:24(11:12) | Norwegia     | Copper Box, Londyn |
| 3 sierpnia 201222:15 | Ann Grete Osterballe-Nørgaard 9 | 23:24(11:12) | Heidi Løke 6 | Copper Box, Londyn |
| 3 sierpnia 201222:15 | 2× · 3×                         | 23:24(11:12) | 3×           | Copper Box, Londyn |

| 4 sierpnia 201222:15 | Dania                            | 24:30(10:17) | Francja             | Copper Box, Londyn |
| 4 sierpnia 201222:15 | Ann Grete Osterballe-Nørgaard 10 | 24:30(10:17) | Nina Kamto Njitam 6 | Copper Box, Londyn |
| 4 sierpnia 201222:15 | 2× · 3×                          | 24:30(10:17) | 1× · 2×             | Copper Box, Londyn |

#### Turniej mężczyzn
- Reprezentacja mężczyzn

| - Mikkel Hansen - René Toft Hansen - Nikolaj Markussen - Lasse Boesen - Bo Spellerberg - Kasper Søndergaard - Niklas Landin Jacobsen - Rasmus Lauge Schmidt |  | - Kasper Nielsen - Anders Eggert Jensen - Lasse Svan Hansen - Thomas Mogensen - Michael V. Knudsen - Hans Lindberg - Marcus Cleverly |

Grupa B
| Drużyna          | M | W | R | P | G+  | G-  | G=  | Pkt |
| ---------------- | - | - | - | - | --- | --- | --- | --- |
| Chorwacja        | 5 | 5 | 0 | 0 | 150 | 109 | 41  | 10  |
| Dania            | 5 | 4 | 0 | 1 | 124 | 129 | -5  | 8   |
| Hiszpania        | 5 | 3 | 0 | 2 | 140 | 126 | 14  | 6   |
| Węgry            | 5 | 2 | 0 | 3 | 114 | 128 | -14 | 4   |
| Serbia           | 5 | 1 | 0 | 4 | 120 | 131 | -11 | 2   |
| Korea Południowa | 5 | 0 | 0 | 5 | 115 | 140 | -25 | 0   |

#### Wyniki
| 29 lipca 201222:15 | Węgry           | 25:27(10:13) | Dania           | Copper Box, Londyn Sędzia: LAZAAR Nordine, REVERET Laurent |
| 29 lipca 201222:15 | Gábor Császár 8 | 25:27(10:13) | Anders Eggert 9 | Copper Box, Londyn Sędzia: LAZAAR Nordine, REVERET Laurent |
| 29 lipca 201222:15 | 7× · 1×         | 25:27(10:13) | 5× · 3×         | Copper Box, Londyn Sędzia: LAZAAR Nordine, REVERET Laurent |

| 31 lipca 201220:30 | Dania           | 24:23(13:12) | Hiszpania       | Copper Box, Londyn Sędzia: Krstić, Ljubić |
| 31 lipca 201220:30 | Mikkel Hansen 8 | 24:23(13:12) | trzech graczy 4 | Copper Box, Londyn Sędzia: Krstić, Ljubić |
| 31 lipca 201220:30 | 6× · 3×         | 24:23(13:12) | 1× · 3×         | Copper Box, Londyn Sędzia: Krstić, Ljubić |

| 2 sierpnia 201220:30 | Serbia        | 25:26(11:13) | Dania           | Copper Box, Londyn Sędzia: GEIPEL Lars, HELBIG Marcus |
| 2 sierpnia 201220:30 | Marko Vujin 7 | 25:26(11:13) | Mikkel Hansen 7 | Copper Box, Londyn Sędzia: GEIPEL Lars, HELBIG Marcus |
| 2 sierpnia 201220:30 | 7× · 4×       | 25:26(11:13) | 3× · 2×         | Copper Box, Londyn Sędzia: GEIPEL Lars, HELBIG Marcus |

| 4 sierpnia 201217:15 | Chorwacja       | 32:21(14:9) | Dania                          | Copper Box, Londyn Sędzia: LAZAAR Nordine, REVERET Laurent |
| 4 sierpnia 201217:15 | trzech graczy 5 | 32:21(14:9) | Anders Eggert, Hans Lindberg 5 | Copper Box, Londyn Sędzia: LAZAAR Nordine, REVERET Laurent |
| 4 sierpnia 201217:15 | 2× · 3×         | 32:21(14:9) | 3× · 3×                        | Copper Box, Londyn Sędzia: LAZAAR Nordine, REVERET Laurent |

| 6 sierpnia 201215:30 | Dania                               | 26:24(13:14) | Korea Południowa           | Copper Box, Londyn Sędzia: AL-NUAIMI Mohamed, OMAR Omar Almarzooqi |
| 6 sierpnia 201215:30 | Anders Eggert, Michael V. Knudsen 6 | 26:24(13:14) | Lee Jae-woo, Eom Hyo-won 6 | Copper Box, Londyn Sędzia: AL-NUAIMI Mohamed, OMAR Omar Almarzooqi |
| 6 sierpnia 201215:30 | 2× · 4×                             | 26:24(13:14) | 1× · 2×                    | Copper Box, Londyn Sędzia: AL-NUAIMI Mohamed, OMAR Omar Almarzooqi |

#### Ćwierćfinały
| 8 sierpnia 201218:00 | Szwecja         | 24:22(11:9) | Dania           | Copper Box, Londyn Sędzia: NACHEVSKI Gjorgji, NIKOLOV Slave |
| 8 sierpnia 201218:00 | Dalibor Doder 6 | 24:22(11:9) | Hans Lindberg 6 | Copper Box, Londyn Sędzia: NACHEVSKI Gjorgji, NIKOLOV Slave |
| 8 sierpnia 201218:00 | 5× · 4×         | 24:22(11:9) | 2× · 4×         | Copper Box, Londyn Sędzia: NACHEVSKI Gjorgji, NIKOLOV Slave |

### Pływanie
Mężczyźni
| Zawodnik                                            | Konkurencja       | Eliminacje | Eliminacje | Półfinał        | Półfinał        | Finał            | Finał            |
| Zawodnik                                            | Konkurencja       | Czas       | Miejsce    | Czas            | Miejsce         | Czas             | Miejsce          |
| --------------------------------------------------- | ----------------- | ---------- | ---------- | --------------- | --------------- | ---------------- | ---------------- |
| Mads Glæsner                                        | 100m grzbietowym  | 55,31      | 30.        | → Nie awansował | → Nie awansował | → Nie awansował  | → Nie awansował  |
| Mads Glæsner                                        | 400m dowolnym     | 3:48,27    | 12.        |                 |                 | → Nie awansował  | → Nie awansował  |
| Pál Joensen                                         | 400m dowolnym     | 3:47,36    | 10.        |                 |                 | → Nie awansował  | → Nie awansował  |
| Pál Joensen                                         | 1500m dowolnym    | 15:18,42   | 17.        |                 |                 | → Nie awansował  | → Nie awansował  |
| Daniel Skaaning Pál Joensen Anders Lie Mads Glæsner | 4 × 200m dowolnym | 7:15004    | 13.        |                 |                 | → Nie awansowali | → Nie awansowali |

Kobiety
| Zawodniczka                                                                  | Konkurencja       | Eliminacje | Eliminacje | Półfinał         | Półfinał         | Finał            | Finał            |
| Zawodniczka                                                                  | Konkurencja       | Czas       | Miejsce    | Czas             | Miejsce          | Czas             | Miejsce          |
| ---------------------------------------------------------------------------- | ----------------- | ---------- | ---------- | ---------------- | ---------------- | ---------------- | ---------------- |
| Jeanette Ottesen                                                             | 50m dowolnym      | 24,85      | 7.         | 24,99            | 12.              | → Nie awansowała | → Nie awansowała |
| Jeanette Ottesen                                                             | 100m dowolnym     | 53,51      | 3.         | 53,77            | 5.               | 53,75            | 7.               |
| Jeanette Ottesen                                                             | 100m motylkowym   | 57,64      | 5.         | 57,25            | 3.               | 57,35            | 6.               |
| Pernille Blume                                                               | 50m dowolnym      | 25,54      | 24.        | → Nie awansowała | → Nie awansowała | → Nie awansowała | → Nie awansowała |
| Pernille Blume                                                               | 100m dowolnym     | 55,04      | 19.        | → Nie awansowała | → Nie awansowała | → Nie awansowała | → Nie awansowała |
| Pernille Blume                                                               | 200m dowolnym     | 2:00,91    | 24.        | → Nie awansowała | → Nie awansowała | → Nie awansowała | → Nie awansowała |
| Lotte Friis                                                                  | 400m dowolnym     | 4:04,22    | 5.         |                  |                  | 4:03,98          | 4.               |
| Lotte Friis                                                                  | 800m dowolnym     | 8:21,89    | 2.         |                  |                  | 8:23,86          | 5.               |
| Mie Østergaard Nielsen                                                       | 100m grzbietowym  | 1:00,38    | 17.        | → Nie awansowała | → Nie awansowała | → Nie awansowała | → Nie awansowała |
| Mie Østergaard Nielsen                                                       | 200m grzbietowym  | 2:13,89    | 28.        | → Nie awansowała | → Nie awansowała | → Nie awansowała | → Nie awansowała |
| Rikke Møller Pedersen                                                        | 100m klasycznym   | 1:07,23    | 9.         | 1:06,82          | 6.               | 1:07,55          | 8.               |
| Rikke Møller Pedersen                                                        | 200m klasycznym   | 2:22,69    | 2.         | 2:22,23          | 2.               | 2:21,65          | 4.               |
| Pernille Blume Mie Østergaard Nielsen Lotte Friis Jeanette Ottesen           | 4 × 100m dowolnym | 3:38,09    | 6.         |                  |                  | 3:37,45          | 6.               |
| Mie Østergaard Nielsen Rikke Møller Pedersen Jeanette Ottesen Pernille Blume | 4 × 100m zmiennym | 3:58,35    | 3.         |                  |                  | 3:57,76          | 7.               |

### Strzelectwo
Mężczyźni
| Zawodnik       | Konkurencja | Kwalifikacje | Kwalifikacje | Finał           | Finał           |
| Zawodnik       | Konkurencja | Wynik        | Pozycja      | Wynik           | Pozycja         |
| -------------- | ----------- | ------------ | ------------ | --------------- | --------------- |
| Torben Grimmel | Kdw 60l     | 592          | 24.          | → Nie awansował | → Nie awansował |
| Anders Golding | skeet       | 122          | 2.           | 126             | srebro          |
| Jesper Hansen  | skeet       | 113          | 26           | → Nie awansował | → Nie awansował |

Kobiety
| Zawodnik              | Konkurencja | Kwalifikacje | Kwalifikacje | Finał            | Finał            |
| Zawodnik              | Konkurencja | Wynik        | Pozycja      | Wynik            | Pozycja          |
| --------------------- | ----------- | ------------ | ------------ | ---------------- | ---------------- |
| Stine Myrhøj Andersen | kpn 40      | 393          | 30.          | → Nie awansowała | → Nie awansowała |
| Stine Nielsen         | kpn 40      | 397          | 9.           | → Nie awansowała | → Nie awansowała |
| Stine Nielsen         | kdw 3x40    | 582          | 11.          | → Nie awansowała | → Nie awansowała |

### Tenis stołowy
| Zawodnik      | Konkurencja        | Eliminacje       | Runda 1                                           | Runda 2                                                         | Runda 3                                               | 1/8 finału                                | Ćwierćfinały                                                       | Półfinały        | Finał            | Finał   |
| Zawodnik      | Konkurencja        | Przeciwnik Wynik | Przeciwnik Wynik                                  | Przeciwnik Wynik                                                | Przeciwnik Wynik                                      | Przeciwnik Wynik                          | Przeciwnik Wynik                                                   | Przeciwnik Wynik | Przeciwnik Wynik | Pozycja |
| ------------- | ------------------ | ---------------- | ------------------------------------------------- | --------------------------------------------------------------- | ----------------------------------------------------- | ----------------------------------------- | ------------------------------------------------------------------ | ---------------- | ---------------- | ------- |
| Allan Bentsen | gra pojedyncza (m) |                  | Dániel Zwickl 1-4 (9:11, 7:11, 10:12, 11:4, 8:11) | → Nie awansował                                                 | → Nie awansował                                       | → Nie awansował                           | → Nie awansował                                                    | → Nie awansował  | → Nie awansował  | 33.     |
| Michael Maze  | gra pojedyncza (m) |                  |                                                   |                                                                 | Kalinikos Kreanga 4-1 (12:10, 11:6, 11:8, 8:11, 11:3) | Jun Mizutani 4-0 (11:7, 11:6, 11:4, 11:6) | Dimitrij Ovtcharov 3-4 (8:11, 10:12, 11:1, 11:9, 11:9, 6:11, 9:11) | → Nie awansował  | → Nie awansował  | 5.      |
| Mie Skov      | gra pojedyncza (k) |                  | Nadeen El-Dawlatly 4-0 (11:9, 11:6, 11:7, 11:9)   | Natalia Partyka 3-4 (11:5, 3:11, 10:12, 11:8, 11:9, 7:11, 9:11) | → Nie awansowała                                      | → Nie awansowała                          | → Nie awansowała                                                   | → Nie awansowała | → Nie awansowała | 33.     |

### Tenis ziemny
Kobiety
| Zawodnik           | Konkurencja | 1/32                          | 1/16                           | 1/8                         | Ćwierćfinały             | Półfinały        | Finał            | Finał       |
| Zawodnik           | Konkurencja | Przeciwnik Wynik              | Przeciwnik Wynik               | Przeciwnik Wynik            | Przeciwnik Wynik         | Przeciwnik Wynik | Przeciwnik Wynik | Pozycja     |
| ------------------ | ----------- | ----------------------------- | ------------------------------ | --------------------------- | ------------------------ | ---------------- | ---------------- | ----------- |
| Caroline Wozniacki | singel      | Anne Keothavong 4:6, 6:3, 6:3 | Yanina Wickmayer 6:4, 3:6, 6:3 | Daniela Hantuchová 6:4, 6:2 | Serena Williams 0:6, 3:6 | → Nie awansowała | → Nie awansowała | Miejsca 5-8 |

### Triathlon
| Zawodnik          | Konkurencja | Pływanie (1,5 km) | Zmiana 1 | Jazda na rowerze (40 km) | Zmiana 2 | Bieg (10 km) | Czas    | Pozycja |
| ----------------- | ----------- | ----------------- | -------- | ------------------------ | -------- | ------------ | ------- | ------- |
| Line Jensen       | kobiety     | 18:21             | 0:43     | 1:06:34                  | 0:32     | 36:37        | 2:02:47 | 23.     |
| Helle Frederiksen | kobiety     | 19:31             | 0:45     | 1:07:11                  | 0:33     | 35:10        | 2:03:10 | 27.     |

### Wioślarstwo
Mężczyźni
| Zawodnik                                                    | Konkurencja | Eliminacje | Eliminacje | Repesaż | Repesaż | Ćwierćfinały | Ćwierćfinały | Półfinały C/D | Półfinały C/D | Półfinały A/B | Półfinały A/B | Finał C/D | Finał C/D | Finał A/B       | Finał A/B       | Miejsce |
| Zawodnik                                                    | Konkurencja | Czas       | M.         | Czas    | M.      | Czas         | M.           | Czas          | M.            | Czas          | M.            | Czas      | M.        | Czas            | M.              | Miejsce |
| ----------------------------------------------------------- | ----------- | ---------- | ---------- | ------- | ------- | ------------ | ------------ | ------------- | ------------- | ------------- | ------------- | --------- | --------- | --------------- | --------------- | ------- |
| Henrik Stephansen                                           | M1x         | 6:46,32    | 3.         |         |         | 6:55,36      | 4.           | 7:33,51       | 1.            |               |               | 7:19,62   | 1.        | → Nie awansował | → Nie awansował | 13.     |
| Mads Rasmussen Rasmus Hansen                                | LM2x        | 6:33,1     | 1.         |         |         |              |              |               |               |               |               | 6:33,25   | 1.        | 6:37,17         | 1.              | złoto   |
| Kasper Winther Morten Jørgensen Jacob Barsøe Eskild Ebbesen | LM4-        | 5:55,64    | 3.         |         |         |              |              |               |               | 6:03,53       | 1.            |           |           | 6:03,16         | 3.              | brąz    |

Kobiety
| Zawodnik                            | Konkurencja | Eliminacje | Eliminacje | Repesaż | Repesaż | Ćwierćfinały | Ćwierćfinały | Półfinały C/D | Półfinały C/D | Półfinały A/B | Półfinały A/B | Finał C/D | Finał C/D | Finał A/B | Finał A/B | Miejsce |
| Zawodnik                            | Konkurencja | Czas       | M.         | Czas    | M.      | Czas         | M.           | Czas          | M.            | Czas          | M.            | Czas      | M.        | Czas      | M.        | Miejsce |
| ----------------------------------- | ----------- | ---------- | ---------- | ------- | ------- | ------------ | ------------ | ------------- | ------------- | ------------- | ------------- | --------- | --------- | --------- | --------- | ------- |
| Fie Udby Erichsen                   | W1x         | 7:29,37    | 2.         |         |         | 7:38,93      | 1.           |               |               | 7:44,33       | 1.            |           |           | 7:57,72   | 2.        | srebro  |
| Anne Lolk Thomsen Juliane Rasmussen | LW2x        | 6:59,94    | 2.         |         |         |              |              |               |               | 7:10,93       | 2.            |           |           | 7:15,53   | 4.        | 4.      |

### Zapasy
Mężczyźni – styl klasyczny
| Zawodnik     | Konkurencja | Kwalifikacje     | 1/8              | Ćwierćfinał        | Półfinał         | Repesaż 1        | Repesaż 2             | Finał                   | Finał   |
| Zawodnik     | Konkurencja | Przeciwnik Wynik | Przeciwnik Wynik | Przeciwnik Wynik   | Przeciwnik Wynik | Przeciwnik Wynik | Przeciwnik Wynik      | Przeciwnik Wynik        | Pozycja |
| ------------ | ----------- | ---------------- | ---------------- | ------------------ | ---------------- | ---------------- | --------------------- | ----------------------- | ------- |
| Håkan Nyblom | -55 kg      |                  | Fouad Fajari 6-0 | Kohei Hasegawa 5-0 | Hamid Soryan 0-6 |                  |                       | Péter Módos 3-5         | 5.      |
| Mark Madsen  | -74 kg      |                  | Roman Własow 2-5 |                    |                  |                  | Christophe Guenot 4-2 | Aleksandr Kazakevič 0-4 | 5.      |

### Żeglarstwo
Kobiety
| Zawodnik                   | Konkurencja  | Wyścig | Wyścig | Wyścig | Wyścig | Wyścig | Wyścig | Wyścig | Wyścig | Wyścig | Wyścig | Wyścig | Punkty | Finałowa pozycja |
| Zawodnik                   | Konkurencja  | 1      | 2      | 3      | 4      | 5      | 6      | 7      | 8      | 9      | 10     | M*     | Punkty | Finałowa pozycja |
| -------------------------- | ------------ | ------ | ------ | ------ | ------ | ------ | ------ | ------ | ------ | ------ | ------ | ------ | ------ | ---------------- |
| Anne-Marie Rindom          | Laser Radial | 17     | 19     | 8      | 22     | 12     | 7      | 27     | 23     | 11     | 11     |        | 130    | 13.              |
| Henriette Koch Lene Sommer | 470          | 5      | 12     | 16     | 10     | 14     | 16     | 15     | 10     | 9      | 15     |        | 106    | 16.              |

Elliott 6m
| Zawodniczki                                           | Konkurencja | Round Robin | Round Robin | Round Robin | Round Robin | Round Robin | Round Robin | Round Robin | Round Robin | Round Robin | Round Robin | Round Robin | Miejsce | Faza pucharowa   | Faza pucharowa   | Faza pucharowa   | Miejsce |
| Zawodniczki                                           | Konkurencja |             |             |             |             |             |             |             |             |             |             |             | Miejsce | Ćwierćfinał      | Półfinał         | Finał            | Miejsce |
| ----------------------------------------------------- | ----------- | ----------- | ----------- | ----------- | ----------- | ----------- | ----------- | ----------- | ----------- | ----------- | ----------- | ----------- | ------- | ---------------- | ---------------- | ---------------- | ------- |
| Lotte Meldegaard Pedersen Susanne Boidin Tina Gramkov | Elliott 6m  | 0           | 0           | 0           | 0           | 1           | 0           | 1           | 0           | 0           | 1           | 0           | 10      | → Nie awansowały | → Nie awansowały | → Nie awansowały | 10.     |

Mężczyźni
| Zawodnik                     | Konkurencja | Wyścig | Wyścig | Wyścig | Wyścig | Wyścig | Wyścig | Wyścig | Wyścig | Wyścig | Wyścig | Wyścig | Punkty | Finałowa pozycja |
| Zawodnik                     | Konkurencja | 1      | 2      | 3      | 4      | 5      | 6      | 7      | 8      | 9      | 10     | M*     | Punkty | Finałowa pozycja |
| ---------------------------- | ----------- | ------ | ------ | ------ | ------ | ------ | ------ | ------ | ------ | ------ | ------ | ------ | ------ | ---------------- |
| Sebastian Fleischer          | RS:X        | 18     | 28     | 24     | 23     | 29     | 29     | 29     | 15     | 28     | 26     |        | 220    | 29.              |
| Thorbjørn Schierup           | Laser       | 36     | 16     | 24     | 8      | 23     | 16     | 5      | 23     | 24     | 18     |        | 157    | 19.              |
| Jonas Høgh-Christensen       | Finn        | 1      | 1      | 2      | 7      | 1      | 2      | 8      | 4      | 5      | 3      | 20     | 46     | srebro           |
| Michael Hestbæk Claus Olesen | Star        | 12     | 11     | 13     | 14     | 13     | 7      | 6      | 3      | 14     | 10     |        | 89     | 11.              |

Open
| Zawodnik                    | Konkurencja | Wyścig | Wyścig | Wyścig | Wyścig | Wyścig | Wyścig | Wyścig | Wyścig | Wyścig | Wyścig | Wyścig | Wyścig | Wyścig | Wyścig | Wyścig | Wyścig | Punkty | Finałowa pozycja |
| Zawodnik                    | Konkurencja | 1      | 2      | 3      | 4      | 5      | 6      | 7      | 8      | 9      | 10     | 11     | 12     | 13     | 14     | 15     | M*     | Punkty | Finałowa pozycja |
| --------------------------- | ----------- | ------ | ------ | ------ | ------ | ------ | ------ | ------ | ------ | ------ | ------ | ------ | ------ | ------ | ------ | ------ | ------ | ------ | ---------------- |
| Allan Nørregaard Peter Lang | 49er        | 2      | 4      | 14     | 6      | 16     | 15     | 5      | 7      | 13     | 6      | 16     | 4      | 4      | 3      | 9      | 6      | 114    | brąz             |

M = Wyścig medalowy